# Pierre Le Bigaut
Pierre Le Bigaut (17 september 1959) is een Frans voormalig wielrenner.

## Levensloop en carrière
Pierre Le Bigaut werd beroepswielrenner in 1981. In 1982 won hij zijn eerste professionele koers, de laatste editie van de Circuit de l'Indre waar hij won voor Jean-Louis Gauthier. In de Ronde van Frankrijk 1983 won hij twee ritten: de ploegentijdrit met Coop-Mercier en de veertiende etappe. In 1988 won hij de Ronde van de Finistère.

## Resultaten in voornaamste wedstrijden
| Jaar | Ronde van Italië | Ronde van Frankrijk | Ronde van Spanje |
| ---- | ---------------- | ------------------- | ---------------- |
| 1981 |                  |                     | opgave           |
| 1982 |                  | 59e                 |                  |
| 1983 |                  | 32e (2)             |                  |
| 1984 |                  | 44e                 |                  |
| 1985 |                  | 92e                 |                  |
| 1986 |                  |                     |                  |

| Jaar | Bretagne Classic |
| ---- | ---------------- |
| 1981 |                  |
| 1982 | 12e              |
| 1983 | 10e              |
| 1984 | 12e              |
| 1985 |                  |
| 1986 | 10e              |